# Schefflera capixaba
Schefflera capixaba är en araliaväxtart som beskrevs av Pedro Fiaschi. Schefflera capixaba ingår i släktet Schefflera och familjen araliaväxter. Inga underarter finns listade.